# Lacembok (okres Plzeň-jih)
Lacembok (též Hrádek) je zaniklý hrad v katastrálním území obce Horní Kamenice v okrese Plzeň-jih. Nachází se na nevýrazné skalce na pravé straně údolí Srbického potoka nad rybníky Vížka I a Vížka II v nadmořské výšce asi 410 m. Lámáním kamene poškozené zbytky jsou od roku 1964 chráněny jako kulturní památka.

## Historie
Podle archeologických nálezů hrad existoval již ve druhé polovině 13. století, ale kamennou podobu získal až v polovině 14. století. První písemná zmínka však pochází až z roku 1373, kdy se po hradu psal Bohuchval z Hrádku. K hradu tehdy patřily vesnice Krchleby, Čermná, Poděvousy, Puclice, Křenovy a Kamenice. Až do 15. století hrad patřil Bohuchvalovým potomkům, kteří po zániku hradu sídlili na tvrzích ve Lštění a v Horní Kamenici. Z roku 1521 pochází první přímá zpráva o tehdy již zaniklém hradu zvaném Lanzenbach.
Hrad zanikl požárem v průběhu první poloviny 15. století. Mohlo se to stát v letech 1422 nebo 1431 během obléhání Horšovského Týna husity. Ve stejné době podobným způsobem zanikl nedaleký hrad Osvračín.

## Stavební podoba

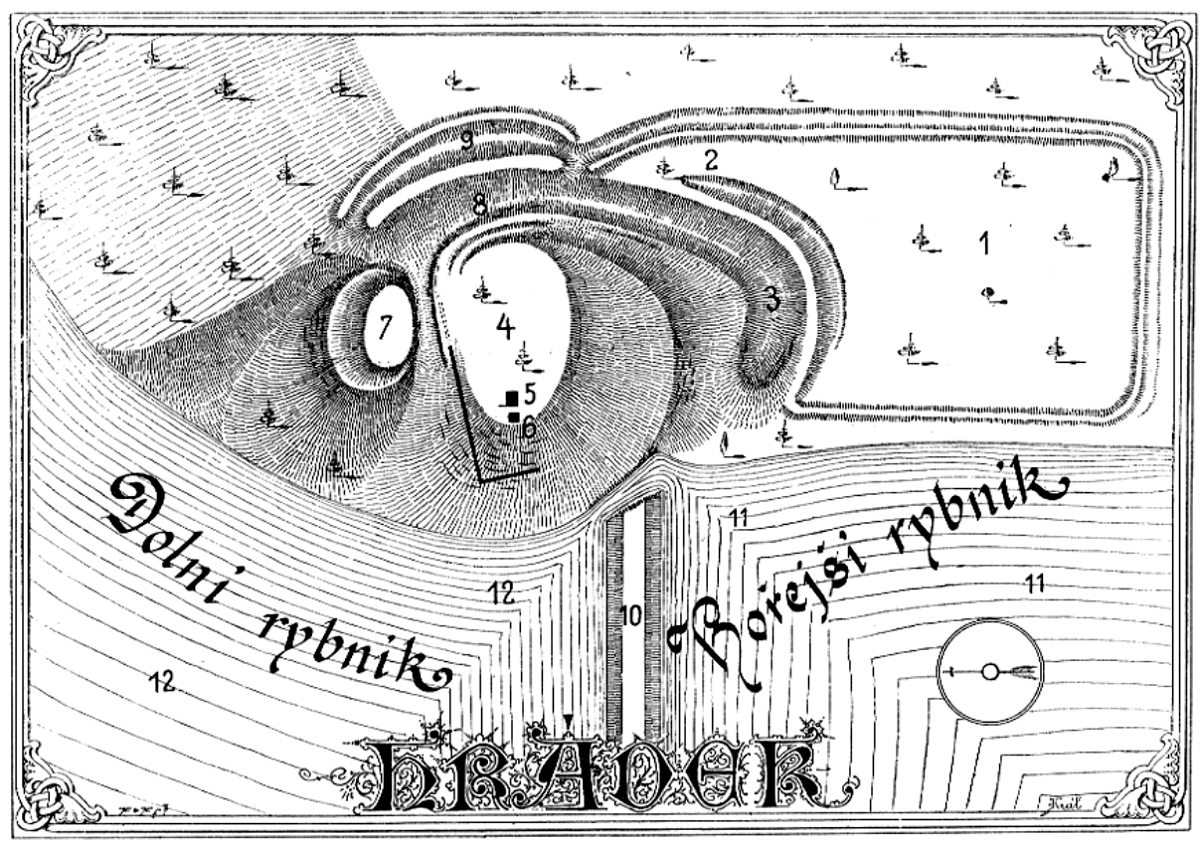
Půdorys hradu od Vojtěch Krále z Dobré Vody publikovaný roku 1893

Staveniště hradu obklopovaly ze tří stran příkopy. Západní stranu, kde příkop chybí, chránilo strmé údolní úbočí. Jestli rybníky na této straně vznikly současně s hradem a tvořily součást jeho obranného systému, není jisté. Předhradí bez dochovaných stop zástavby bylo na jižní straně. Chránila ho obvodová hradba, která se dochovala v podobě valovitého tělesa podél příkopu. Na severu stálo hradní jádro chráněné parkánovou hradbou. V západní části parkánu byla cisterna na vodu s neobvyklým vypouštěcím zařízením. Ve vlastním jádře proběhl v letech 1999–2000 archeologický výzkum. Podle jeho výsledků je současná terénní podoba hradu silně ovlivněna těžbou kamene. Přesto byla doložena obytná věž (donjon) s dva metry silnými zdmi a obdélným půdorysem o rozměrech 10,5 × 15,5 metru. K jejímu jihozápadnímu nároží byla přistavěna věžice, která zřejmě chránila vstupní branku do jádra. Ve vyšších úrovních věžice mohlo být schodiště, které spojovalo patra věže. Na západní straně jádra stála druhá budova vytápěná kachlovými kamny. Tři stěny budovy tvořila obvodová hradba jádra a čtvrtá strana byla pravděpodobně roubená. Do této budovy ústil dřevěný vodovod z cisterny. Výzkum také zamítl hypotézu o přístupové cestě z východní strany.

## Přístup
Zbytky hradu jsou volně přístupné. V jejich těsné blízkosti vede žlutě značená turistická trasa z Krchleb k rozcestí Holubí hlava – hájovna.